# جاك غوردون (شخصية أعمال)
جاك غوردون (بالإنجليزية: Jack Gordon)‏ هو شخصية أعمال أمريكي، ولد في 10 نوفمبر 1939 في سبرينغفيلد في الولايات المتحدة، وتوفي في 19 أبريل 2005 في سكوتسديل في الولايات المتحدة بسبب سرطان.